# هواگرد تهاجمی

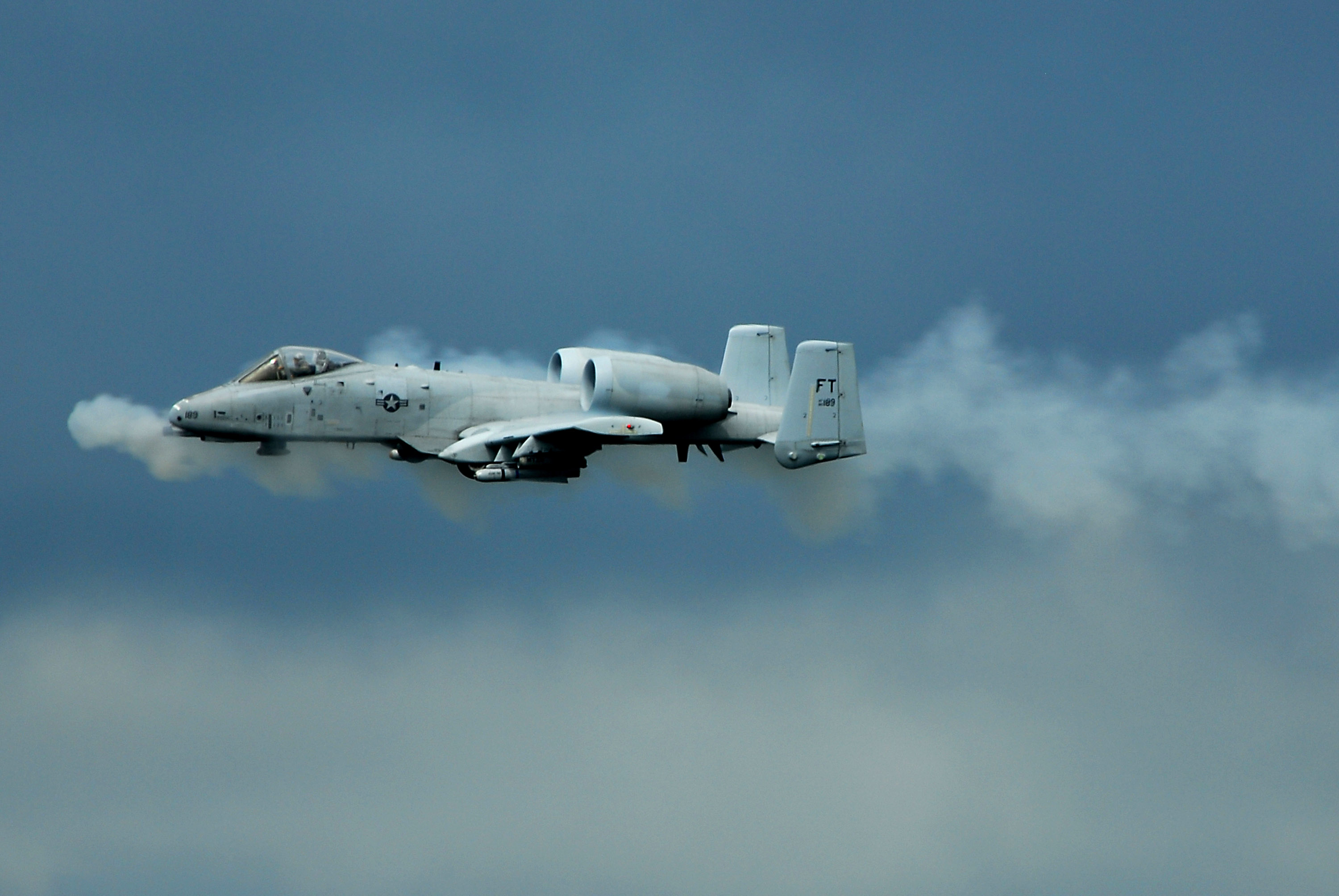
هواپیمای ای-۱۰ تاندربولت ۲ در حال شلیک با توپ اتوماتیک جی ای یو-۸

هواگرد تهاجمی هواگردی جنگی است که در درجه اول برای حمله به اهداف زمینی طراحی شده‌است. این هواگرد در مقایسه با بمب‌افکن‌ها و جنگنده‌های دیگر توانایی حملات دقیق‌تر از مسافت‌های نزدیک‌تر را به اهداف زمینی دشمن دارند و مقاومت بیشتری برای مقابله با پدافند هوایی مسافت کوتاه دارند. این هواگردها هرچند برای دفاع از خود به موشک‌های هوابه‌هوا نیز مجهزند اما اصولاً برای نبردهای هوایی ساخته نشده‌اند. هواگردهای تهاجمی بهترین گزینه برای پشتیبانی نزدیک هوایی از نیروی زمینی در میدان نبرد هستند.
امروزه وظیفه حمله به اهداف زمینی در خط مقدم در بیشتر ارتش‌ها به بالگرد تهاجمی و جنگنده‌های چندمنظوره محول شده اما هنوز هم برخی از جنگنده‌های زمینی همچون ای-۱۰ تاندربولت ۲ ، سوخو سو-۲۵ و سوخو-۱۷ در حال فعالیت هستند.